# پین‌آکر-نوت‌دورپ
پین‌آکر-نوت‌دورپ (به هلندی: Pijnacker-Nootdorp) یک شهرستان در هلند است که در هلند جنوبی واقع شده‌است. پین‌آکر-نوت‌دورپ −۲ متر بالاتر از سطح دریا واقع شده‌است.